# 秋山十郎兵衛
秋山 十郎兵衛（あきやま じゅうべえ）は、戦国時代の武田氏の武将で秋山氏の出自だが、秋山 十郎兵衛と言われる武将は複数人確認できる。

## 概要
秋山 十郎兵衛とされる人物は複数人確認できる。
- 秋山万可斎 - 甲州征伐で小山田信茂と共に処刑される。
- 秋山十郎兵衛 - 長篠の合戦にて死亡。
- 秋山十郎兵衛 - 忍者とされる。

### その他
- 秋山氏